# Casseneuil
Casseneuil è un comune francese di 2 435 abitanti situato nel dipartimento del Lot e Garonna nella regione della Nuova Aquitania.
Nel territorio comunale vi è la confluenza del fiume Lède con il Lot.

## Società

### Evoluzione demografica
Abitanti censiti